# 퀴즈크래프트
《퀴즈크래프트》는 대한민국의 KBS 2TV에서 방송되었던 쌍방향 퀴즈 프로그램이다. 1999년 10월 23일부터 2000년 1월 15일까지 방송하였다.

## 개요
TV를 보면서, 전화와 인터넷으로 참여하는 형식으로 퀴즈 상금에 도전할 수 있는 프로그램이다. 전화참가자는  주민등록번호 입력 후 방송에 참여할 수 있었으며, 인터넷 참여는 컴퓨터 설치 후 참여할 수 있었다.  전화회선을 통해 전국민이 퀴즈게임에 참여하는 최초의 방송으로 시도 자체에 의미가 있었다.
전화회선당 15만원의 예치금이 있어야 개통되었던 시기여서 4000회선의 전화를 확보하는데도 많은 돈을 들여 제작된 방송임을 알수 있다. 전화음을 분석하여 숫자로 인지하는 기술을 동시 다수에게 확장시키는 과정에서 기술 완성도가 떨어져 전반적으로는 실패한 프로그램이었다는 평가지만, 인터넷 참여부분의 가능성이 확인된 사례가 되었다.

## 진행자
- 신영일, 박소현

## 비판
인터넷 참여는 원활하게 진행되었으나, 전화 비프음을 데이터화하는 장비와 집결하는 서버의 오동작으로 첫회부터 전화참여가 원활하지 않았다. 인터넷 참여는 총 5만명까지 지원되었으나 전화참여가 문제였다. 2회차부터 일부 전화참여가 가능해졌고 3회부터 4000명이 지원되었으나, 접속중 장애가 발생되는 경우가 많았다.
당초 회당 5만여건을 접속하겠다는 발표와 달리 시청자 접속이 1만건에도, 5회차에 갑자기 전화참여 서버가 마비되어, 생방송이 불가능한 문제점이 드러났다. 이로 인해 결국 녹화 방송으로 전환되어 방영하다가 12회를 끝으로 종영되었다.

## 결방
- 1999년 12월 25일 - 6시 20분부터 송년특집 《자유선언 오늘은 토요일》 편성
- 2000년 1월 1일 - 5시 50분부터 신년특집 《자유선언 오늘은 토요일》편성

## 같이 보기
- 나를따르라
- 생방송 톡!톡! 보니하니
- 꿀잼 퀴즈방 (2018년 ~ 2019년)
- 세대공감 1억 퀴즈쇼 (SBS)